# Savo Milošević
Savo Milošević (srbsky Саво Милошевић, 2. září 1973 v Bijeljině, Jugoslávie) je bývalý srbský fotbalista, který hrál na pozici fotbalového útočníka. V současnosti je trenérem Fotbalové reprezentace Bosny a Hercegoviny.
Za svou kariéru vystřídal mnoho fotbalových klubů z Anglie, Itálie, Ruska a především ze Španělska. Na klubové scéně odehrál celkově 476 utkání a vstřelil 197 branek.

## Reprezentace
Kvůli politické situaci na Balkáně hrál za tři různé reprezentační výběry: Jugoslávii reprezentoval na MS 98' a EURU 2000, kde se s pěti góly stal společně s Patrickem Kluivertem nejlepším střelcem turnaje. O šest let později, na MS 2006, už hrál za Srbsko a Černou Horu. Rozlučkový zápas s reprezentační kariérou odehrál už v dresu samostatného Srbska 19. listopadu 2008 v přátelském utkání proti Bulharsku. Za reprezentační výběry dohromady odehrál 102 utkání a vstřelil v nich 37 branek.

## Úspěchy

### Klubové
- 2× vítěz jugoslávské ligy (1993/94, 1994/95)
- 1× vítěz jugoslávského poháru (1994)
- 1× vítěz anglického ligového poháru (1996)
- 1× vítěz ruské ligy (2008)

### Individuální
- 2× nejlepší střelec jugoslávské ligy (1993/94, 1994/95)
- nejlepší střelec EURO 2000
- člen nejlepší jedenáctky EURO 2000